# 朱常𰍠
安陵康僖王朱常（16世紀—1612年），明朝德藩唯一一代安陵王，德定王朱翊錧的嫡第二子。

## 生平
萬曆六年（1578年）四月，封安陵王。
萬曆十六年（1588年），德王朱翊錧去世。德王府承奉杨進等人素來不滿世子朱常，遂行魇魅之事，給世子進獻含有水銀的药物，又放火焚燒宮殿。萬曆十七年（1589年），事情敗露，杨進等人被誅，朱常與紀城王朱常澍因涉事被革去部分祿米。
萬曆四十年（1612年），朱常去世，諡號康僖。因朱常無子，安陵王的封爵被廢除。

## 家庭

### 妻
- 洪氏，西城兵馬副指挥洪一慎女，萬曆九年（1581年）四月冊為安陵王妃[5]。